# Борецкий, Рудольф Андреевич
Рудольф Андреевич Борецкий (11 февраля 1930 года, Киев — 19 ноября 2012, Москва) — советский и российский тележурналист, профессор факультета журналистики МГУ, соавтор первого в России учебника по телевизионной журналистике.

## Биография
Родился в Киеве в семье Ядвиги Войцеховны Борецкой (урожд. Марии-Ядвиги Гелевской) и Андрея Дионисьевича Борецкого. Ядвига Войцеховна была художником по костюмам в Киевском театре музыкальной комедии, Андрей Дионисьевич заведовал театральным электроцехом Киевской филармонии. Когда началась Великая Отечественная война, отец не подлежал призыву по возрасту, но ушёл на фронт добровольцем, а 11-летний Рудольф с матерью остались в Киеве, поскольку мать накануне перенесла операцию и в эвакуацию ехать не могла. Перенося тяготы жизни в оккупированном городе, Ядвига Войцеховна взяла на воспитание двоих сирот, которые стали Рудольфу названными братом и сестрой. Герман Завицкий был одноклассником Рудольфа, его отец, старый большевик, был репрессирован в 1937 году, а мать умерла во время оккупации; встретив скитавшегося по городу голодного товарища, Рудольф привёл его в свой дом. В 1944 году в Киев пешком пришла осиротевшая дочь друзей Ядвиги Войцеховны Ольга Сиренко, которая также была принята в семью Борецких. Оба приёмных ребёнка впоследствии встали на ноги и получили высшее образование: Герман в Ленинградском Горном институте, а Ольга в Киевском университете.
В середине войны к семье вернулся Андрей Дионисьевич, здоровье которого было подорвано пленом и двумя концлагерями. С приближением Красной Армии гитлеровцы начали массовое выселение киевлян из центральных районов города. С тремя детьми Борецкие отправились к родне Андрея Дионисьевича, в пригород Киева Святошино, а оттуда в Житомир, чтобы переждать там активную фазу военных действий на фронте. Там Борецкие встретили приход Красной Армии. Обо всём этом сам Рудольф Андреевич впоследствии подробно написал в своей автобиографической книге «Качели».
После освобождения Киева Борецкие вернулись домой, возобновилась учёба в школе. Наверстав школьную программу, упущенную за годы войны и перескочив через класс, Р. Борецкий в 16 лет поступил на отделение психологии философского факультета Киевского государственного университета.
В 1952 году окончил университет и получил распределение школьным учителем логики и психологии (эти предметы входили в школьную программу до середины 1950-х годов) в город Константиновка в Донбассе (1952—1953). Чтобы набрать учительскую ставку (18 часов в неделю, а по его предметам в 9-м и 10-м классах было по одному уроку в неделю), работал по совместительству в 4 школах в разных концах города и преподавал историю в техникуме. Именно там он начал сотрудничать с местной газетой, подготавливая для неё журналистские зарисовки.
С переездом в Москву в 1954 году и продолжая работать в школе, начал сотрудничать с Детской редакцией Всесоюзного радио в качестве внештатного автора, куда его привлёк Виктор Кудрявцев. В те годы это была одна из лучших редакций на радио, где Борецкий быстро зарекомендовал себя как способный и разноплановый журналист. Вскоре его взяли в штат, она работал на передачи «Пионерская зорька» и «Внимание, на старт». Вместе с двумя другими коллегами, Мартой Гумилевской и Владимиром Бельчинским, в начале 1956 года он был откомандирован на созданную в 1951 году Центральную студию телевидения (ЦСТ) на Шаболовку.
Работал в прямом эфире на VI Всемирном Фестивале молодёжи и студентов в Москве в 1957 году, после которого было оценёно значение телевидения в системе массовой информации и создан Комитет по радиовещанию и телевидению при Совете Министров СССР. Из фестивальной редакции ЦСТ, где Борецкий был выпускающим редактором, в феврале 1958 года была образована молодёжная редакция, которую он и возглавил. Борецкий вошёл в историю создателем таких программ, как «В эфире — молодость», «Знание», «Теленовости», автор документальных фильмов.
В 1962 году окончил аспирантуру факультета журналистики МГУ. Защитил первую в стране диссертацию, посвящённую проблемам тележурналистики («О жанрах и формах документально-хроникального телевидения», декабрь 1962).
Р. А. Борецкий в совершенстве владел польским языком, которому его обучала мама-полька. Хорошо знал немецкий, ведь он 11-летним мальчишкой остался в оккупированном Киеве. Эти знания и научный авторитет способствовали тому, что в 1980-е годы он был приглашён на постоянную работу за границу, в Польшу, став профессором Силезского (1977, 1980—1983) и Варшавского университетов (1985—1988).
Долгие годы работал собственным корреспондентом журнала «Новое время» в Польше, где в 1989—1994 годах как корреспондент постоянно проживал.
В последние годы выпустил несколько книг воспоминаний и научных публикаций, в том числе две книги об истории советского телевидения.
Умер 19 ноября 2012 года в Москве. Прощание состоялось 21 ноября 2012, после чего Рудольф Борецкий был похоронен в Москве на Хованском кладбище.

## Молодость тележурналиста
«Мы с отцом купили телевизор, когда я был студентом четвёртого курса, — вспоминал Р. А. Борецкий. — Мы стояли день, стояли ночь и ещё полдня в очереди в 20-градусные морозы, погрузили на санки этот телевизор. Его стоимость равнялась половине очень невысокой зарплаты моего папы». C этой покупки началось знакомство Рудольфа Борецкого с телевидением, определившее его судьбу.
Работу на телевидении он начал в научно-познавательной редакции, где вместе с Арнольдом Григорьевичем Григоряном создал журнал «Знание». Идея телевизионной периодики возникла не только у Борецкого: он и его коллеги поняли, что «отдельные передачи просто куда-то улетают и всё», ведь техники синхронной видеозаписи ещё не существовало.
Один за другим на телевидении начали появляться тематические журналы: «Искусство» (его редактором был Андрей Донатов), «Экран международной жизни» (возник в связи с участием СССР во Всемирной выставке в Брюсселе в 1958 году, а вернувшийся оттуда Николай Семёнович Бирюков стал его первым комментатором), «Юный пионер», «Клуб кинопутешественников», журнал «Здоровье» (его вела Алла Мелик-Пашаева), «Музыкальный киоск» (с ведущей Элеонорой Беляевой). Таким образом редакторы пытались структурировать программу и организовать периодичность передач.
Под началом Борецкого начинали свой телевизионный путь радиокомментатор Юрий Валерианович Фокин и знаменитый в те годы газетный журналист Евгений Иванович Рябчиков, который делал первые прямые репортажи и документальные фильмы на тему космоса (они были очень популярны на телевидении начиная с сентября 1957 года, когда был запущен первый искусственный спутник Земли). Борецкий работал с Ираклием Луарсабовичем Андрониковым и сделал вместе с ним большой полнометражный фильм с участием Самуила Яковлевича Маршака, Кукрыниксов, Игоря Ильинского, Георгия Свиридова.
В 1958 году Борецкому поручили создание Молодёжной редакции Центральной студии телевидения, где родилось множество интересных проектов — таких, например, как быстро ставшая популярной рубрика «В эфире — молодость»: "Хотелось утвердить в эфире особый статус молодёжного ТВ… Потому, видимо, и вызрела идея создания особого программного блока — именно «программы в программе» (идея эта позднее подвигнет и коллег на Всесоюзном радио к созданию радиостанции «Юность»).
В поиске собственного стиля общения с молодёжной аудиторией рождались и новые жанры экранной публицистики: документальная новелла, в отличие от традиционного очерка сочетавшая художественность фабулы с подлинностью ситуаций и героев; родилась и новая жанровая форма, названная авторами драмой с открытым финалом. «Для неё бралась актуальная жизненная ситуация, но разыгрывалась она — разумеется, открыто, без подделки и обмана — не документальными персонажами, а актёрами. Ставилась проблема. Затем организовывалась дискуссия: в студию приглашались авторы самых интересных откликов (писем, звонков в редакцию), и разрешение конфликта происходило в споре».
Совершенно особое место в биографии молодёжного ТВ принадлежит Ие Мироновой, ученице одного из крупнейших советских кинорежиссёров Ю. Я. Райзмана. Это у неё возникла плодотворная идея — опираться в поиске авторского актива на ВГИК — Институт кинематографии. В итоге сложилось тесное сотрудничество с известными впоследствии киномастерами, а тогда студентами или недавними выпускниками этого ВУЗа — Э. Климовым, Е. Кареловым, Ю. Чулюкиным, А. Салтыковым, В. Усковым, В. Краснопольским, А. Габриловичем.
О времени, связанном с молодёжной редакцией, профессор Р. А. Борецкий спустя годы подробно и с особой проникновенностью вспоминал в книге «Шаболовка, 53». (Состав. А.Розов. — М., 1988. — С. 148—158).
По решению руководства ЦСТ Борецкий был затем привлечён к организации Информационной службы ЦСТ. Парадоксально, но эта структура была создана позднее многих других, а передача новостей до этого сводилась к чтению радийных сообщений на фоне статичной заставки. В начале 1959 года Борецкий был зачислен сменным редактором в Главную редакцию информации, однако беспартийный и независимый в суждениях человек не мог удержаться на этом посту долго. Нежелание тратить силы на борьбу с партийными функционерами и тяга к осмыслению накопленного опыта привели Рудольфа Андреевича к решению оставить штатную работу тележурналиста в пользу науки и преподавания.

## Научно-педагогическая деятельность
Как практик Рудольф Борецкий ещё в 1958 году был приглашён на факультет журналистики Московского Государственного университета в качестве оппонента первых дипломных работ о телевидении.
«В то время я уже вёл семинарские занятия на факультете, — вспоминал Р. А. Борецкий. — Событием стала первая в истории дипломная работа о ТВ весной 1958 года. Миловидная голубоглазая блондинка покусилась на исследование сходства и различий в поведении личности на театральных подмостках и телеэкране. Я, оказавшись в комиссии, что-то там пафосное произнёс о „первопроходцах“… В скобках замечу, что предпочтения голубоглазой блондинки склонились в сторону театра, имя её — Ия Саввина. Первая наша дипломница стала ведущей актрисой МХАТа, народной артисткой СССР, которую мы запомнили трогательной Асей-хромоножкой в фильме А.Кончаловского, обворожительной „Дамой с собачкой“ у И.Хейфица».
Год спустя Р. Борецкий получил приглашение в аспирантуру и стал вторым после А. Я. Юровского молодым учёным кафедры радиовещания и телевидения, которую сформировал доцент Всеволод Николаевич Ружников.
Руководил кандидатской диссертацией Борецкого доцент Матвей Самойлович Черепахов, который пришёл на факультет из Полиграфического института. Тему диссертации сформулировал сам соискатель, Матвей Самойлович обсуждал работу, консультировал методологически. Уникальность исследования определило то, что неоткуда было брать аналитический материал по новой для науки теме, а с иностранными источниками в тот период работать было практически невозможно из-за их недоступности. Поэтому Рудольф Борецкий опирался на немногочисленные публикации 1957—1961 годов в текущей прессе, где делился и своими наблюдениями по поводу практики становящегося ТВ, и рефлексией своих коллег. В 1961 году вышла его первая небольшая монография «Информационные жанры телевидения». Автору едва исполнилось 30 лет, а он имел за плечами уже большой опыт работы на телевидении, многие идеи и проекты он сам придумал и начал реализовывать, о чём и рассказал формирующемуся профессиональному сообществу.
Защита диссертации прошла на Учёном совете факультета журналистики, который был сформирован тогда же, когда журфак был выделен в самостоятельный факультет из филологического факультета МГУ, где первоначально журналистика была только отделением. Поскольку это была первая диссертация в стране по проблемам телевизионной журналистики, её прохождение в ВАКе натолкнулось на временную проволочку. Никто не понимал сначала, к какой специализации отнести этот текст. В конце концов, зачислили диссертацию по профилю филологических наук, а затем она послужила основой учебника «Основы телевизионной журналистики» (1966), написанного совместно с Александром Яковлевичем Юровским и переведённого на многие иностранные языки. С этого началась история науки о телевидении, а сами Юровский и Борецкий стали концептуальными лидерами первой в Советском Союзе кафедры радиовещания и телевидения на факультете журналистики, по образцу которой стали создаваться кафедры в других университетах. Факультет журналистики МГУ активно в этом помогал методически.
Борецкий постоянно совершенствовал лекционный курс, дополняя его анализом реалий современного телевидения — вплоть до перехода вещания в кабельные сети и интернет.
В 1976 году Рудольф Андреевич Борецкий защитил докторскую диссертацию «Телевизионная пропаганда. Проблемы методологии, методики, прогнозирования», затем был избран профессором факультета журналистики МГУ. Под его руководством защищёны 22 кандидатские и 2 докторские диссертации.
Многие годы он посвятил воспитанию молодых работников ТВ и радио. Был принципиально строгим на экзаменах и предельно демократичным в общении со студентами — кому, как не ему, выпускнику Киевского университета, учившемуся ещё у преподавателей старой дореволюционной школы, профессору ведущего ВУЗа страны, было знать, каким должен быть настоящий Учитель.

В область научных интересов профессора Борецкого входили: система жанров экранной документалистики, структура и направленность программ ТВ, программирование, эффективность вещания, общемировые тенденции развития телевидения, видео, спутниковые системы, проблема «мировидения». 
«Рудольф Андреевич предложил свою концепцию программирования телевидения, которая должна была сделать телевидение человечным, гуманным и интересным аудитории. И именно он способствовал тому, что на наш факультет пришли в это время преподавать очень интересные, нестандартно мыслящие люди. И, конечно, эти люди были, как сказали бы сегодня, неформат, и в этом была их сила». Президент факультета журналистики МГУ, профессор Я. Н. Засурский.
Р. А. Борецкий является автором более 200 публикаций, изданных на русском, английском, испанском, португальском, немецком и польском языках, соавтором трёх учебников по телевизионной журналистике. Р. А. Борецкий написал более двух десятков монографий, в числе которых — «Информационные жанры телевидения», «Телевизионная программа», «Телевизионная пропаганда», «Телевидение и политика».

## Обвинение в «ревизионизме»
В 1967 году готовился к запуску новый телевизионный центр в Останкино, который создавал тогдашний руководитель Госкомитета по радиовещанию и телевидению СССР Николай Николаевич Месяцев. Очевиден был запрос на более широкое, многопрограммное телевидение, для которого требовалась стройная концепция. В её создании принял активное участие и Р. А. Борецкий, выступив на Всесоюзной конференции с основным докладом на эту тему, а он послужил, в свою очередь, основой специальной книги «Телевизионная программа». В её подготовке Рудольф Андреевич опирался на многочисленные зарубежные источники, в чём большую помощь оказал научно-методический отдел Госкомитета по РВ и ТВ, запрашивавший записи телепрограмм со всего мира, публикации прессы, монографии. Проанализировав обширный материал, Борецкий выдвинул новаторскую концепцию многопрограммного телевидения в СССР, чему воплотиться в жизнь предстояло, однако, лишь спустя десятилетия. Однако уже после выхода книги она получила практическую реализацию: на Центральном телевидении была создана Главная редакция программ.
Публикацию книги, в которой был обобщён зарубежный телевизионный опыт, не все встретили позитивно. Началась кампания дискредитации автора, которая могла закончиться для Р. А. Борецкого запретом на профессию. Его идеологическим оппонентом стал С. Г. Лапин, возглавивший Гостелерадио СССР в 1970 году. Лапин обвинил Борецкого в «ревизионизме», стремлении насаждать чуждые советским людям западные стандарты. Конфликт дошёл до заведующего сектором отдела пропаганды ЦК КПСС А. Н. Яковлева, который встал на защиту Р. А. Борецкого и критику опального учёного «пригасил». Не внял совету С. Г. Лапина «присмотреться к кадрам кафедры радио и телевидения» и декан факультета журналистики Я. Н. Засурский. Он не только оградил Борецкого от нападок, но и позволил ему с успехом защитить докторскую диссертацию, а затем откомандировал на продолжительное время в Польшу на преподавательскую работу по договору с Силезским и Варшавским университетами.

## Работа в Польше
В совершенстве владея польским языком, Р. А. Борецкий достойно проявил себя в Силезском (1977, 1980—1983) и Варшавском (1985—1987) университетах. В должности профессора читал лекционный курс о системах средств массовой информации в мире для студентов Института политических наук и журналистики и для студентов факультета радио и телевидения (Катовице), для студентов факультета журналистики (Варшава), вёл спецкурсы и магистерские семинары, получив высокую оценку академической молодёжи. Деятельно участвовал в научных исследованиях польских коллег, в частности — в Варшавском Методологическом Центре политических наук под руководством профессора Артура Боднара и в Краковском Центре исследований прессы. Итогом плодотворного сотрудничества стала монография Р. А. Борецкого «Пропаганда и политика», изданная на польском языке (1987).
В 1980-е годы Борецкий оказался очевидцем тектонических сдвигов в польском обществе, связанных с борьбой независимого профсоюза «Солидарность» за свержение коммунистического режима в стране. Он снова берётся за перо, работая как нештатный автор для советских средств массовой информации, в первую очередь — для журнала «Новое время».
В 1989 году он принял предложение главного редактора журнала Виталия Игнатенко открыть в Польше корреспондентский пункт, вернуться в практическую журналистику, оставив на время преподавательскую работу. В это время новый нетривиальный шаг навстречу своему преподавателю сделал Я. Н. Засурский: он предоставил Рудольфу Андреевичу долгосрочный отпуск.
В годы руководства корпунктом «Нового времени» (1989—1994) у Борецкого сложились личные доверительные контакты со многими ключевыми персонами польской политики и, в частности, с последним руководителем социалистической Польши и первом президентом новой Польши Войцехом Ярузельским. На основе многочисленных интервью и самостоятельно добытых автором фактов была создана книга «Мой генерал», самим названием обозначающая исключительно личностное отношение к В.Ярузельскому — человеку трагичной и противоречивой судьбы. Предисловие к книге написал Александр Пумпянский, сменивший В.Игнатенко на посту главного редактора «Нового времени».

## Осмысление опыта, поиски смыслов
По возвращении на кафедру телевидения и радиовещания журфака МГУ Р. А. Борецкий издал ряд новых научных трудов: «Телевидение на перепутье» (1998), «В Бермудском треугольнике ТВ» (1999), «Осторожно, телевидение!» (2002). В 2010 году опубликовал монографию «Начало, или К истории телевидения» (первоначальное название — «Начало, или Моё забытое телевидение»), соединившую воспоминания свидетеля и участника становления массового телевидения в СССР с размышлениями исследователя живой практики ТВ. В 2011 году вышли в свет «Беседы об истории телевидения (курс лекций, прочитанных на факультете журналистики МГУ)», в 2012-м — 2-е расширенное издание.

В прочитанном курсе лекций история телевидения предстаёт как предмет комплексного изучения не только теории журналистики, но и политологии, психологии, социологии, искусствоведения и отчасти даже экономики… Актуальность лекций также в том, что в них прослежен не только исторический путь отечественного, но и обозначены важнейшие вехи в истории зарубежного телевидения. Привлекает внимание тот факт, что лекционный материал изложен популярно. Он рассчитан на недостаточную осведомлённость и понимание исторических процессов формирования телевидения как продукта социокультурного, политико-экономического, научно-технического развития. Однако, популярность изложения отнюдь не означает упрощение сложных исторических событий и процессов, а трансформацию их в плоскость, доступную пониманию первокурсников. При этом свои суждения лектор подкрепляет фактами из литературы, публицистики, телевидения, кино. Ораторский приём, представляющий собой объяснение выдвинутого тезиса «почему было именно так» (вместо обычного изложения «что было»), … позволяет слушателю стать соучастником тех размышлений и доводов, которые приводит преподаватель. От первой до последней лекции профессора Р. А. Борецкого — это лекции-раздумья, лекции-размышления. Они побуждают слушателей всё глубже проникать в мир, в который их вводит лектор.— Р. П. Овсепян, профессор кафедры истории и правового регулирования отечественных СМИ журфака МГУ
В 2011—2012 учебном году «Беседы» были удостоены специального приза жюри в конкурсе на лучшее учебное пособие.
В последние годы Р. А. Борецкий обратился к литературному творчеству. Опубликовал документальный роман «Качели. Непридуманная история военного детства» (2005), открывший читателю неизвестные страницы Великой Отечественной войны — о судьбах людей, оказавшихся и вынужденных выживать на оккупированных фашистами территориях. Затем вышла повесть «Оползень» (2007), рассказавшая о годах послевоенного студенчества автора.
Р. А. Борецкий был членом Диссертационных Советов факультета журналистики МГУ и Российского института повышения квалификации работников телевидения и радиовещания, НИИ кинематографии (1977—1985), членом совета по истории и теории культуры Российской Академии Наук. Возглавлял Государственные экзаменационные комиссии в РГГУ (2003) и в Институте современного искусства (2005).
Член Союза журналистов с его основания (январь 1958), член Союза писателей Москвы (2011), Действительный член Евразийской академии телевидения и радиовещания.
В 2006 году удостоен звания «Заслуженный профессор МГУ» и «Почётный работник Высшей школы».

## Награды
- Золотой знак Ордена Заслуги — за научную деятельность и заслуги в области высшего образования (Польша, 1983).
- «Орден дружбы» (Польша, Общество польско-советской дружбы, 1988)
- Золотой знак Ордена заслуги (Польша, 1989)
- Большая золотая медаль Международной академии телевидения и радиовещания (Москва, 2005)

## Семья
Первая жена — Татьяна Ивановна Шмыга (1928—2011), советская и российская певица, актриса оперетты, театра и кино, народная артистка СССР. Похоронена в Москве на Новодевичьем кладбище (участок №10).
Вторая жена — Инна Васильевна Пименова, выпускница факультета журналистики МГУ (1961 год), кандидат филологических наук, ст. научный сотрудник Института славяноведения и балканистики АН СССР, специалист по культуре Польши. Внимательный читатель, критик и редактор всех трудов мужа, составитель книги мемуаров о нём.
- Сын — Владислав Рудольфович Борецкий, журналист, один из первых в России ди-джеев (Радио Рокс), политический обозреватель «Радио России», ведущий авторских программ «Час вдвоём с Владиславом Борецким», «Акустика», «Действующие лица», бывший ведущий обзора прессы в программе «Новости культуры» канала «Культура»[12].

## Память
В 2014 году под редакцией супруги Рудольфа Андреевича Инны Васильевны Пименовой вышла «Книга памяти профессора Р. А. Борецкого. Жадность к жизни не проходит — проходит жизнь», её выпустил факультет журналистики МГУ. В ней 4 раздела: «Учёный», «Учитель», «Журналист», «Писатель».